# Filtro de Cauer

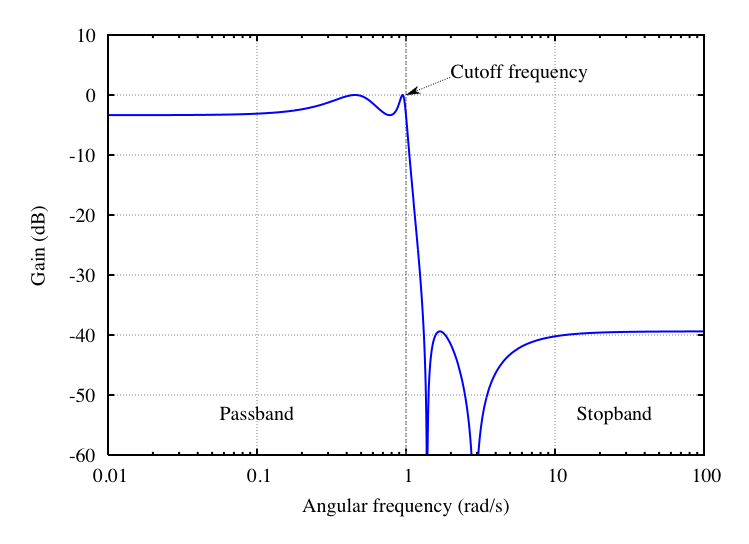
Respuesta de un filtro de Cauer.

Un filtro elíptico o filtro de Cauer es un tipo de filtro eléctrico. Su nombre se debe al matemático alemán Wilhelm Cauer, una de las personas que más ha contribuido al desarrollo de la teoría de redes y diseño de filtros. El diseño fue publicado en 1958, 13 años después de su muerte.

## Descripción
Están diseñados de manera que consiguen estrechar la zona de transición entre bandas y, además, acotando el rizado en esas bandas. La diferencia con el filtro de Chevyshev es que este sólo lo hace en una de las bandas.
Estos filtros suelen ser más eficientes debido a que al minimizar la zona de transición, ante unas mismas restricciones consiguen un menor orden.
Por el contrario son los que presentan una fase menos lineal.

## Diseño
La respuesta en frecuencia de un filtro pasa bajo elíptico es:
{\displaystyle \left|H(\Omega )\right|^{2}={1 \over {1+\epsilon ^{2}\cdot R_{N}(\Omega /\Omega _{c})}}}, para {\displaystyle 0\leq \epsilon \leq 1}
donde N es el orden del filtro, Ωc es la frecuencia de corte, Ω es la frecuencia analógica compleja (Ω=j w) y RN (x) es la función jacobiana elíptica de orden N, normalmente de primera clase:
{\displaystyle R_{N}(x)=\int _{0}^{2\pi }{\frac {1}{\sqrt {1-x^{2}\cdot \sin ^{2}{\theta }}}}d\theta }

## Otros tipos de filtros
- Filtro de Butterworth
- Filtro de Chebyshev
- Filtro de Bessel